# Jan Willem de Pous

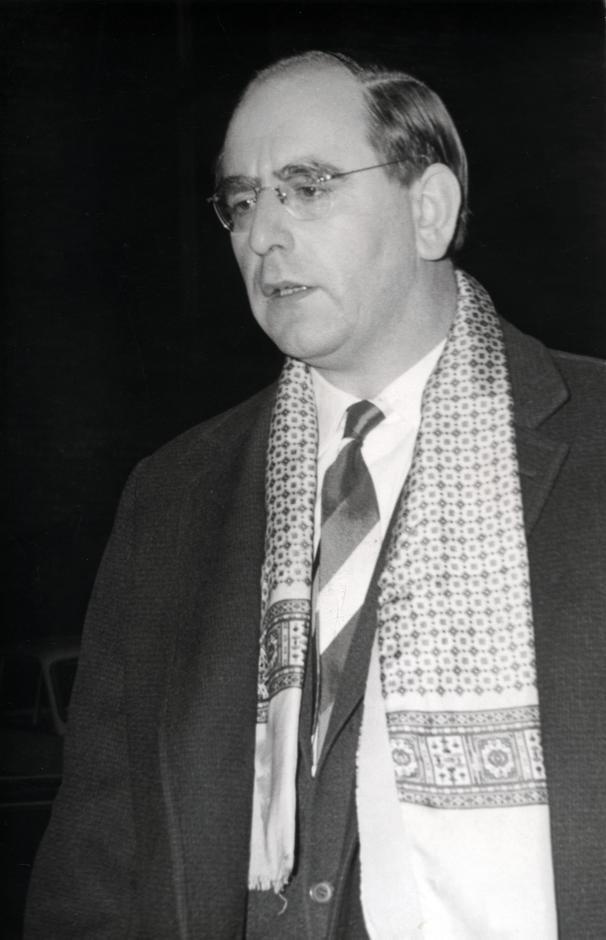
Jan Willem de Pous (1963)

Jan Willem de Pous (* 23. Januar 1920 in Aalsmeer, Provinz Nordholland; † 6. Januar 1996 in Den Haag) war ein niederländischer Politiker der Christelijk-Historische Unie (CHU) sowie seit 1980 des Christen-Democratisch Appèl (CDA), der von 1958 bis 1959 Mitglied des Staatsrates (Raad van State) sowie zwischen 1959 und 1963 im Kabinett von Ministerpräsident Jan de Quay Wirtschaftsminister war. In dieser Funktion war er verantwortlich für die freie Lohnpolitik, die durch den Fund von Erdgas in Groningen und einer dadurch ausgelösten Hochkonjunktur begünstigt war. Nach seinem Ausscheiden aus der Regierung war er zwischen 1964 und 1985 Vorsitzender des Sozial-Ökonomischen Rates (Sociaal-Economische Raad).

## Leben

### Studium, Universitätslektor und Mitglied des Staatsrates
De Pous absolvierte seine Schulausbildung an der Protestantischen Grundschule in Aalsmeer, zwischen 1932 und 1935 an der dortigen Erweiterten Christlichen Grundschule sowie von 1935 bis 1938 an der Höheren Bürgerschule Hervormd Lyceum in Amsterdam. Anschließend absolvierte er von 1938 bis 1939 einen Kurs in Praktischer Buchhaltung bei der Vereinigung der Handelslehrer und begann daraufhin 1939 ein Studium der Wirtschaftswissenschaften an der Universität von Amsterdam, das er 1942 abbrach, um sich während der deutschen Besetzung der Niederlande im Zweiten Weltkrieg als Mitarbeiter der Tageszeitung Trouw im Widerstand zu engagieren. Nach Kriegsende nahm er 1945 sein Studium wieder auf und schloss dieses 1947 ab.
Daneben war de Pous von 1945 bis zum 1. Januar 1946 Direktionssekretär der Tageszeitung Trouw sowie zugleich zwischen 1945 und 1946 Assistent am Lehrstuhl von Pieter Hennipman an der Freien Universität Amsterdam. Danach absolvierte mit finanzieller Unterstützung durch ein Stipendium zwischen 1947 und 1948 ein postgraduales Studium an der Northwestern University in Evanston.
Nach seiner Rückkehr arbeitete er vom 1. November 1949 bis zum 1. Januar 1953 als Sekretär des Protestantisch-Christlichen Arbeitgeberverbandes VPCW (Verbond van Protestants-Christelijke Werkgevers) und war anschließend zwischen dem 1. Januar 1953 und dem 1. Dezember 1958 Lektor für Wirtschaftstheorie an der Freien Universität Amsterdam. Durch einen Königlichen Beschluss vom 28. Oktober 1958 wurde er zum Mitglied des Staatsrates (Raad van State) und gehörte diesem Verfassungsorgan zur Beratung der Regierung zwischen dem 1. Dezember 1958 und dem 19. Mai 1959 an.

### Wirtschaftsminister und Vorsitzender des SER

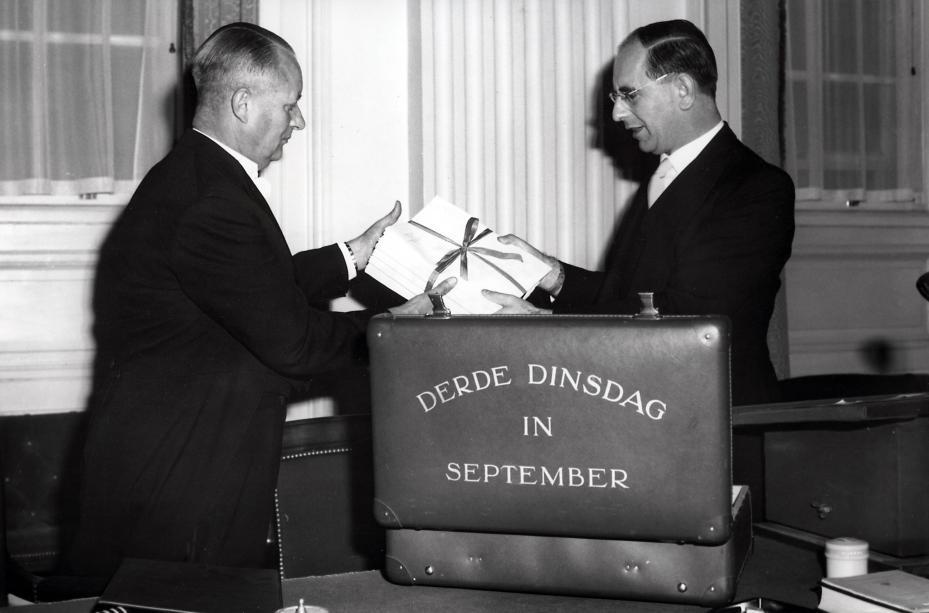
De Pous als Wirtschaftsminister mit dem symbolischen Haushaltskoffer (Miljoenenkoffertje) bei der Parlamentseröffnung mit der Haushaltseinbringung am Prinsjesdag am 18. September 1962

Am 19. Mai 1959 wurde de Pous von Ministerpräsident Jan de Quay zum Wirtschaftsminister (Minister van Economische Zaken) in dessen Kabinett berufen und bekleidete dieses Ministeramt bis zum 24. Juli 1963. In dieser Funktion war er verantwortlich für die freie Lohnpolitik, die durch den Fund von Erdgas in Groningen und einer dadurch ausgelösten Hochkonjunktur begünstigt war.
Nach seinem Ausscheiden aus der Regierung wurde ihm am 27. Juli 1963 das Ritterkreuz des Ordens vom Niederländischen Löwen verliehen.
De Pous war als Nachfolger von Gerard Marius Verrijn Stuart zwischen dem 1. Mai 1964 und seiner Ablösung durch Theo Quené am 1. Februar 1985 Vorsitzender des Sozial-Ökonomischen Rates SER (Sociaal-Economische Raad), ein Gremium zur Beratung von Regierung und Parlament in sozial- und wirtschaftspolitischen Fragen. Zugleich war er von Juni 1964 bis 1965 Vorsitzender der CHU-nahen Alexander de Savornin Lohman-Stiftung und anschließend zwischen Juni 1965 und 1971 Mitglied des Vorstands sowie zuletzt von 1971 bis 1977 Berater dieser Stiftung. Für seine langjährigen Verdienste wurde er am 3. September 1975 auch zum Kommandeur des Ordens von Oranien-Nassau ernannt.
Zuletzt wurde de Pous, dem am 24. November 1977 von der Katholischen Hochschule Tilburg ein Ehrendoktortitel für Wirtschaftswissenschaften verliehen wurde, am 24. Januar 1985 auch zum Großoffizier des Ordens von Oranien-Nassau erhoben.
Aus seiner 1951 in Aalsmeer mit Greta „Greet“ van Itterzon geschlossenen Ehe gingen zwei Töchter und ein Sohn hervor.